# Farândola

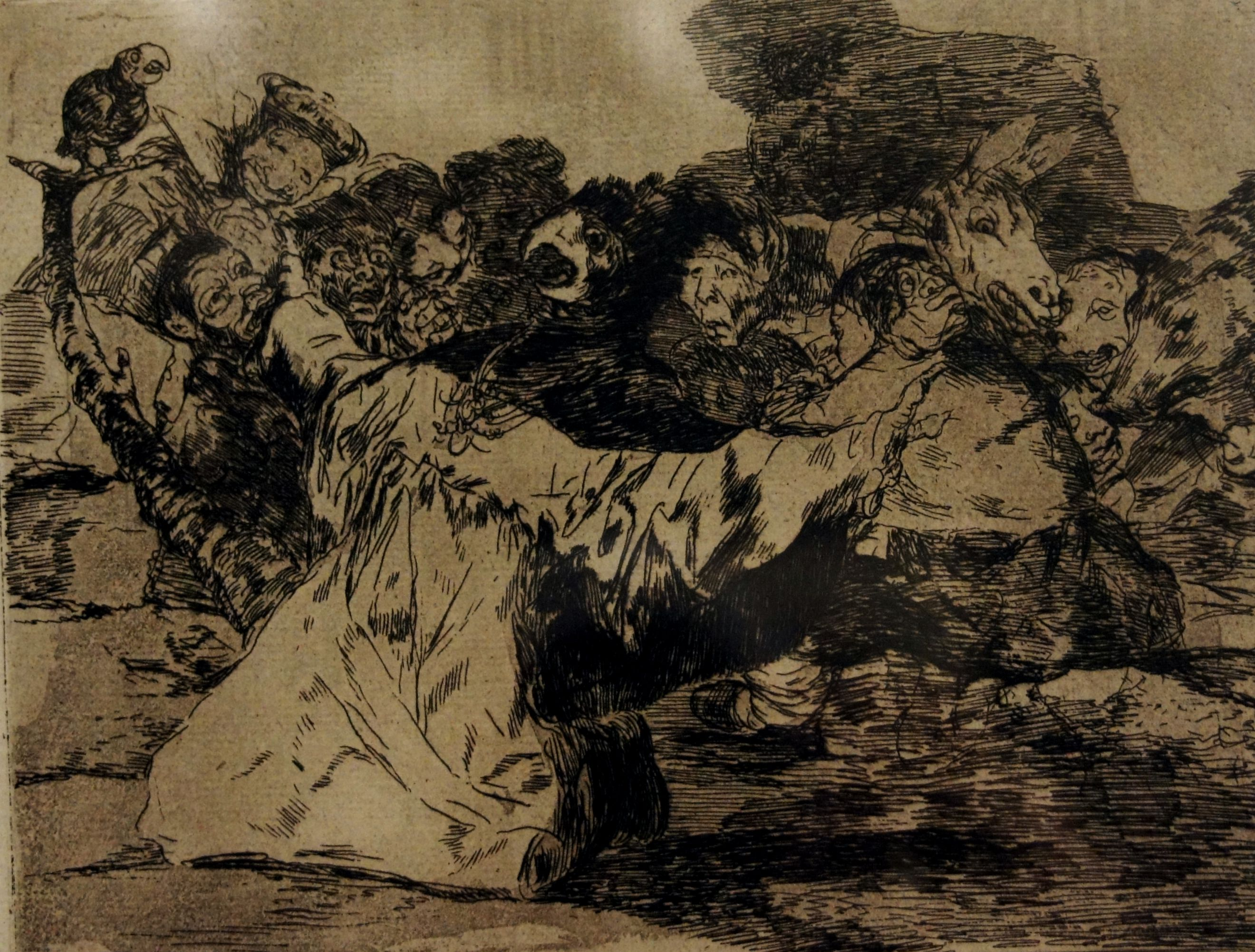
Farándula de charlatanes (Francisco de Goya)

Dança popular da Idade Média, original da Provença, a dois tempos, na qual um círculo básico formado pelos dançarinos desdobra-se em diversas outras formações.
Farândola também faz parte do livro Um vento á porta (A wind in the door) de Madeleine L'engle que nesse caso se relaciona com as mitocôndrias e fazem os organismos funcionarem. Elas são pequenas e tem um papel importantíssimo em nosso corpo. Só que são tão pequenas que nem um microscópio eletrônico megapotente pode ver.